# The Blessed Unrest
The Blessed Unrest es el tercer álbum de estudio de larga duración de la cantante y compositora Sara Bareilles.. El álbum fue lanzado el 12 de julio de 2013 al Epic Records. El primer sencillo del álbum, titulado "Brave", fue lanzado digitalmente el 23 de abril de 2013.. Se vendieron 68.000 copias en su primera semana de lanzamiento en los Estados Unidos y debutó en el número 2 en el Billboard 200, pero pronto se quedó atrás Carta Magna de Jay-Z... Santo Grial. "The Blessed Unrest" fue nominado al Álbum del Año en la entrega de los premios Grammy del 2014.

## Antecedentes
El 26 de febrero de 2013, Bareilles publicó un video en YouTube diciendo que estaba "haciendo un disco" y "estad atentos para más actualizaciones". Después de esto, una serie de videos comenzó con seis tramos de 2 minutos mostrando Sara la grabación de su álbum. El 9 de julio, una semana antes del lanzamiento, Bareilles hizo el álbum disponible para ser vistos gratis en iTunes.

## Grabación
The Blessed Unrest fue grabado en la ciudad de Nueva York y Los Ángeles a principios de 2013 con los coproductores John O'Mahony y Kurt Uenala. Electric Lady Studios se utilizó para grabar las pistas en la ciudad de Nueva York.

## Promoción
El 27 de marzo de Bareilles anunció Gira lo suficientemente valiente, un 18 city tour EE. UU. antes del lanzamiento del álbum. Las entradas para la gira se agotaron en apenas tres minutos.  En junio de Bareilles también anunció una co-cabeza de cartel gira con OneRepublic, estableciendo para comenzar el 29 de agosto.
Sara interpretó «Brave» y «I Choose You» en vivo, con Kelly y Michael el 17 de julio de 2013. Ella interpretó «Brave» en The Tonight Show con Jay Leno el 19 de julio de 2013, apareció en el VH1 Top 20 Videos de cuenta regresiva, el 20 de julio de 2013, y en The Late Late Show con Craig Ferguson el 22 de julio de 2013.

## Sencillos
«Brave», fue lanzado el 23 de abril de 2013, el primer sencillo del álbum. Fue coescrita por Jack Antonoff de la banda. Un video oficial, fue estrenado el 17 de abril de 2013. La canción debutó e inicialmente alcanzó el puesto # 61 en los EE. UU. Billboard Hot 100, y # 20 en la lista Hot Digital Songs. Siguiendo las comparaciones generalizadas a «Rugido» de Katy Perry, «Brave» volvió a entrar en la lista Hot 100 llegando a un nuevo máximo de # 31. La canción ha recibido críticas positivas, muchos considerándola como una de sus más sencillos "himno" hasta la fecha.
«I Choose You» será el segundo single del disco.

## Música y letras de canciones
En AbsolutePunk, Craig Manning escribió que "Bareilles utiliza el estudio como un instrumento, como un personaje que da vida en lugar de restarlo". Stephen Thomas Erlewine de Allmusic dijo que la música es "de mal humor y con textura, rodando a una ritmo pausado y coloreado en azules y grises, con habilidad bordeando los bordes de la alienación". En la cartelera, Jason Lipshutz dijo que el álbum es "emocionante cuando se ve en un contexto más amplio como un álbum de transición, la colección de 12 canciones tiene su cuota de la tarifa de la luz que podría ganar vueltas en la radio contemporánea para adultos, pero también es más lírico audaz y serio que suena". Elysa Garnder de EE. UU. afirmó hoy que la liberación ha sido "persistentes rastros de preciosismo se mitigan sus ganchos vigorosos y reflexivo, entrega de buen gusto".
En la revista Rolling Stone, Stacey Anderson se refirió a que "El Blessed Unrest está lleno de grandes exposiciones pesados, viñetas de angustia y resiliencia. Las canciones se sienten cuidados para rom com bandas sonoras" Jon Caramanica de The New York Times mencionó que "vocalmente, la Sra. Bareilles suena brillante, demasiado, y cómodo, haciendo su truco familiar de hacer el canto melancólico".

## Recepción de la crítica
The Blessed Unrest obtuvo recepción generalmente positiva por parte de los críticos de música. En Metacritic, que asigna una puntuación promedio ponderado basado en los comentarios y valoraciones de los críticos principales seleccionados y la Metascore es un 68, basado en siete estudios.
En AbsolutePunk, Craig Manning consideró que Bareilles construyó "el tipo de arreglos impresionantes y lleno de matices que elevan sus canciones más allá de la cantante / compositora comida tradicional". Stephen Thomas Erlewine de Allmusic señaló que "la melancolía es cálido y acogedor." En Billboard, Jason Lipshutz evocó que el "nuevo álbum es el resultado de los disturbios, pero como su título indica, se ha adoptado de manera positiva su descontento y posteriormente crecido como artista". Elysa Gardner de EE. UU. Hoy en día llamó a esta Bareilles "más madura y satisfactoria hasta la fecha, menos de los toques que empañaron su tarifa anterior".
Sin embargo, Stacey Anderson en la revista Rolling Stone destacó que las sugerencias de liberación "en caminos más aventureros dejaron sin explorar en su piano, abstracto y ligeramente distorsionadas armonías, impares, herramientas interesantes que podrían utilizar para un segundo acto-twist carrera, si se entrega ellos". Debido a esto, Anderson señaló que Bareilles era" demasiado diplomático ". en el New York Times, Jon Caramanica se mezcló en el álbum, cuando aludía a la forma de que " Ms. Bareilles se esconde detrás estilos que no son la suya".

## Lista de canciones
Versión Estándar
| N.º | Título               | Escritor(es)                        | Producer(s)                           | Duración |  |
| 1.  | «Brave»              | Sara Bareilles, Jack Antonoff       | Mark Endert                           | 3:41     |  |
| 2.  | «Chasing the Sun»    | Bareilles, Antonoff                 | Endert                                | 4:29     |  |
| 3.  | «Hercules»           | Bareilles                           | Bareilles, John O'Mahony, Kurt Uenala | 4:22     |  |
| 4.  | «Manhattan»          | Bareilles                           | Bareilles, O'Mahony                   | 4:39     |  |
| 5.  | «Satellite Call»     | Bareilles                           | Bareilles, O'Mahony, Uenala           | 4:51     |  |
| 6.  | «Little Black Dress» | Bareilles                           | Bareilles, O'Mahony                   | 3:32     |  |
| 7.  | «Cassiopeia»         | Bareilles                           | Bareilles, O'Mahony, Uenala           | 3:33     |  |
| 8.  | «1000 Times»         | Bareilles                           | Bareilles, O'Mahony                   | 4:30     |  |
| 9.  | «I Choose You»       | Bareilles, Jason Blynn, Pete Harper | Endert                                | 3:39     |  |
| 10. | «Eden»               | Bareilles, Matt Hales               | Bareilles, O'Mahony, Uenala           | 4:05     |  |
| 11. | «Islands»            | Bareilles, Hales                    | Bareilles, O'Mahony, Uenala           | 4:21     |  |
| 12. | «December»           | Bareilles                           | Bareilles, O'Mahony, Uenala           | 5:01     |  |

iTunes Store bonus track
| iTunes Store bonus track |                      |          |  |
| N.º                      | Título               | Duración |  |
| 13.                      | «I Wanna Be Like Me» | 3:28     |  |

Japan and Target bonus track
| Japan and Target bonus track |                  |          |  |
| N.º                          | Título           | Duración |  |
| 13.                          | «Beautiful Girl» | 4:02     |  |
| 14.                          | «Parking Lot»    | 3:34     |  |

Official site pre-order bonus track
| Official site pre-order bonus track |             |          |  |
| N.º                                 | Título      | Duración |  |
| 13.                                 | «Root Down» | 2:42     |  |

## Posicionamiento en listas musicales
| Lista (2013)                       | Mejor posición |
| ---------------------------------- | -------------- |
| Estados Unidos (Billboard 200)     | 2              |
| Canadá (Billboard Canadian Albums) | 7              |
| Australian Albums (ARIA)           | 73             |
| Swiss Albums Chart                 | 55             |

## Personal
- Colette Alexander: Chelo
- Sara Bareilles: Voz, piano
- Jason Blynn: Guitar
- Mark Endert: Producción, programación
- Cochemea Gastelum: saxofón
- Rich Hinman: guitarra
- Todor Kobakov:
- Brian Kornfeld: Batería
- Stacey Proffitt: 2ª voz
- Curt Schneider: bajo
- Sarab Singh: Batería
- Aaron Sterling: Batería, programación
- Cameron Stone: Chelo
- Kurt Uenala: Bajo
- Yosef Tamir: Viola